# Palkino
Palkino è un insediamento di tipo urbano della Russia europea nordoccidentale, situato nella oblast' di Pskov. Appartiene amministrativamente al rajon Palkinskij, del quale è il capoluogo.